# ويليام والتون
ويليام والتون (بالإنجليزية: William Walton)‏ (7 أغسطس 1862 في المملكة المتحدة - 16 فبراير 1925) هو لاعب كريكت بريطاني (وحمل سابقاً جنسية المملكة المتحدة لبريطانيا العظمى وأيرلندا). لعب مع نادي مقاطعة ديربيشاير للكريكت ‏.